# 7/7: Attack on London
7/7: Attack on London is een Britse documentaire/film uit 2005 geregisseerd door Jo Burge en James Erskine.

## Verloop
De film gaat over de aanslagen in Londen op 7 juli 2005, waarbij vier bommen afgingen die veel gewonden en meer dan 50 doden veroorzaakten toen de metro van Londen werd getroffen. De film heeft een deel documentaire gecombineerd met gedramatiseerde gebeurtenissen.

## Rolverdeling
- Saikat Ahamed - Mohammed Sique Khan
- Duane Henry - Jermaine Lindsey
- Joey Jeetun - Shehzad Tanweer
- Ricky Virdee - Hasib Mir Hussain